# Jorge Quadros
Jorge Alexandre Cortez de Castro de Quadros mais conhecido por Jorge Quadros (Moçambique, 16 de Julho de 1964) é um músico português.

## Biografia
Filho de Jorge Manuel Barbosa Teles de Castro de Quadros (Moçambique - Guiné Bissau, 27 de Novembro de 1993), descendente por via feminina dos Álvares, de linhagem Brâmane de Primeiro Goankar brasonada de Margão, que recebia de tributo uma libra de ouro, e de sua mulher Ana Maria da Silveira Silvestre Cortez) Coimbra, 24 de Janeiro de 1942), é sobrinho-neto de Fernanda de Castro, primo-sobrinho de António Quadros e primo em segundo grau de Rita Ferro.
Foi baterista dos Delfins.
Foi também baterista dos Sitiados. Actualmente é baterista dos Gasparoff.